# Orange Valencia
Citrus sinensis, cv ‘Valencia’
Variété
Classification phylogénétique
L'Orange Valencia est le groupe variétal des oranges communes le plus répandu. Il est probablement issu d'un plant nucellaire de la variété 'Selecta' trouvé au Portugal au XIXe siècle. Elle est l'orange la plus produite au monde (2022), les fruits sont utilisés pour la consommation fraîche et pour la transformation en jus concentré congelé ou non.
Le génome de Valencia a été le premier génome d'orange entièrement séquencé (2012) ce qui a permis de montrer que l'oranger est un hybride interspécifique entre un pamplemoussier (femelle) croisée avec une mandarine (mâle) à nouveau croisé avec une mandarine (mâle) pour donner une orange douce.

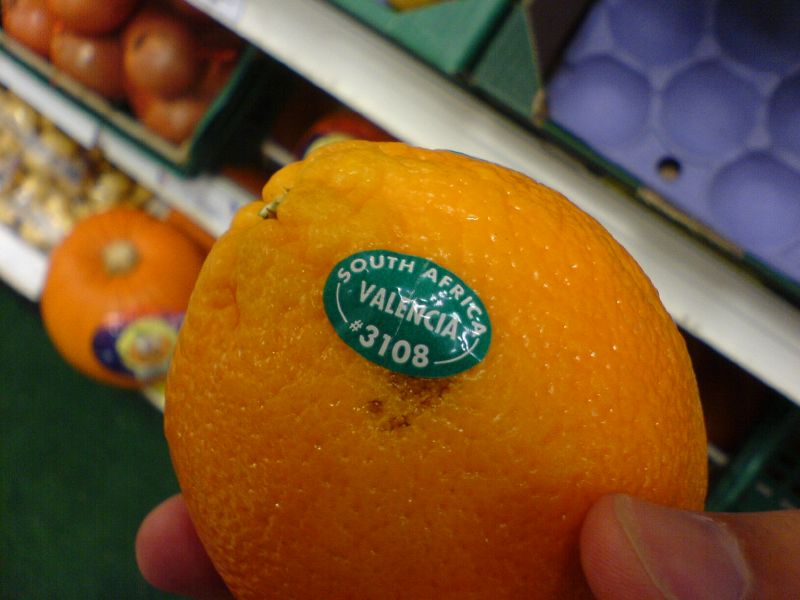
Citrus sinensis ‘Valencia’ sud africaine

## Histoire
Au début du XIXe siècle Valence est déjà réputée pour ses denses cultures d'oranger («il n'y a à Valence que des oranges, ni à Biscaye que des châtaignes»).
La méthode de reproduction est décrit en 1809: boutures et semis,
ce qui peut expliquer leur diversité vérifiée par la génomique (très fortement hétérozygote). L'orange de Valence décrite en 1853 par José Oriol Ronquillo est une orange à jus qui est largement exportée à cause de sa précocité,
de même pour 'Valencia oranges' hâtives d'une belle couleur en 1858.
En avril 1887 Le Messager du Midi mentionne un train «d'oranges de Valencia» arrivé à Portbou couvert de neige.
Dans les années 1920, les États-Unis deviennent les premiers producteurs mondiaux d'oranges
en premier lieu Valencia qui a montré des aptitudes agronomiques excellentes,
'Valentia Late' s'adapte à toute la Californie.
On lit en 1915 «Les étés frais permettent de tenir les oranges Valencia sur les arbres jusqu'en octobre et novembre suivants, lorsque des prix sont les très élevés».
Au Brésil ou les portugais on introduit l'orange douce au XVIe siècle,
en 1922, l'orange Valencia est mentionnée comme une orange d'été.
Elle occupe la 3eme place des oranges douces dans l'agriculture brésilienne derrière 'Pêra' et 'Lima' (34% de la production mondiale en 2022) à cause de son adaptabilité et elle est la seule tardive récoltée de septembre à janvier.

## Description

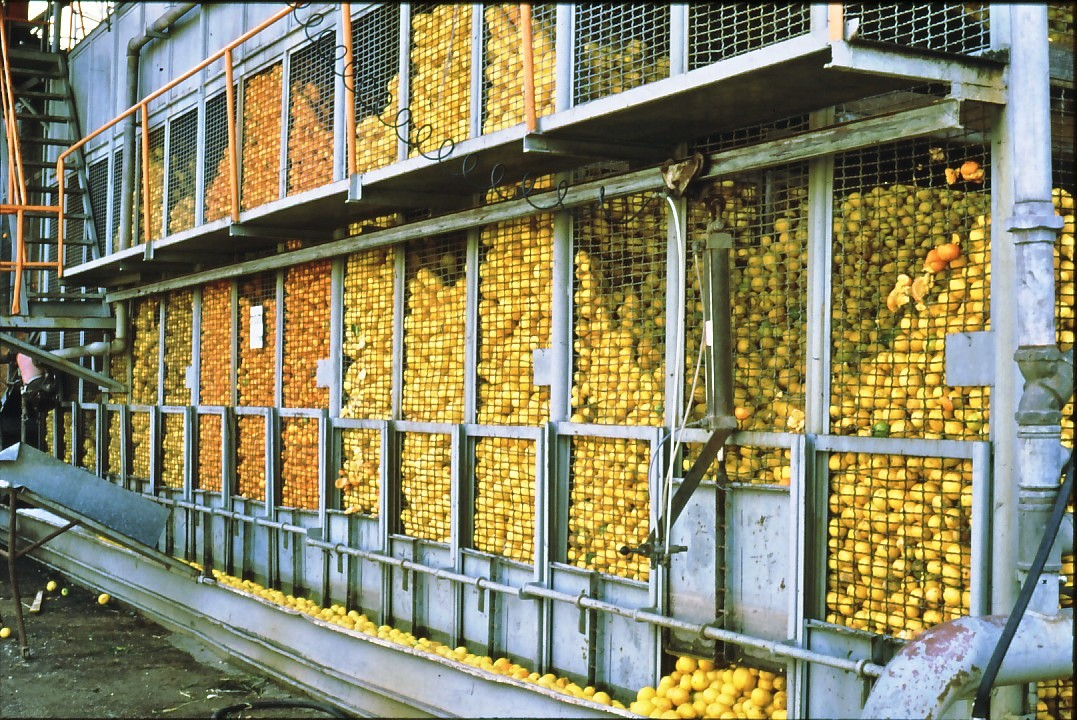
Production de jus d'orange en Israël (1978)

Les oranges douces (taux d'acidité 0,9 à 1 %) sont classées en 4 groupes: les communes ou blondes, les navels, les sanguines et les sans acidité. S. Seminara et al. donnent une origine probable « un plant nucellaire de la variété 'Selecta'  et trouvé au Portugal au XIXe siècle » et attribuent son succès à son adaptabilité «climatique, à sa productivité élevée et la bonne conservation des fruits qui sont généralement sans pépins».

### Une excellente orange à jus
Les expérimentations de Gordon Willimott (1927) sur les vitamines dans l'orange Valencia et dans la navel aboutissent aux conclusions suivantes: «Ce résultat, s'il est confirmé, revêt une importance évidente en médecine clinique [ ]. En ajoutant quotidiennement du jus d'orange California Valencia à l'alimentation des enfants en croissance, Chaney et Blunt [1925] ont observé une rétention accrue de calcium, une rétention plus marquée de phosphore, une rétention plus faible de magnésium et un bilan azoté positif. Il semble possible que la nature alcaline des cendres du jus d'orange ait une influence importante sur la cause de la rétention marquée des minéraux formant les os».
À partir de là l'expansion séculaire du jus d'orange au petit déjeuner est stimulée.
Les 'Valencia' ont un rendement en jus de 40%, en plus des vitamines le jus brésilien de 'Valencia' a une teneur moyenne en caroténoïdes de 12 ± 6,7 mg/l (dont violaxanthine, lutéine, zéaxanthine, β-cryptoxanthine, ζ-carotène, α-carotène et β-carotène) qui ont une activité provitaminique A, stimulent le système immunitaire, préviennent les maladies cardiovasculaires et protègent contre la dégénérescence maculaire. En 2022, une comparaison des méthodes d'extraction du jus de diverses oranges recommande en priorité la 'Valencia'.

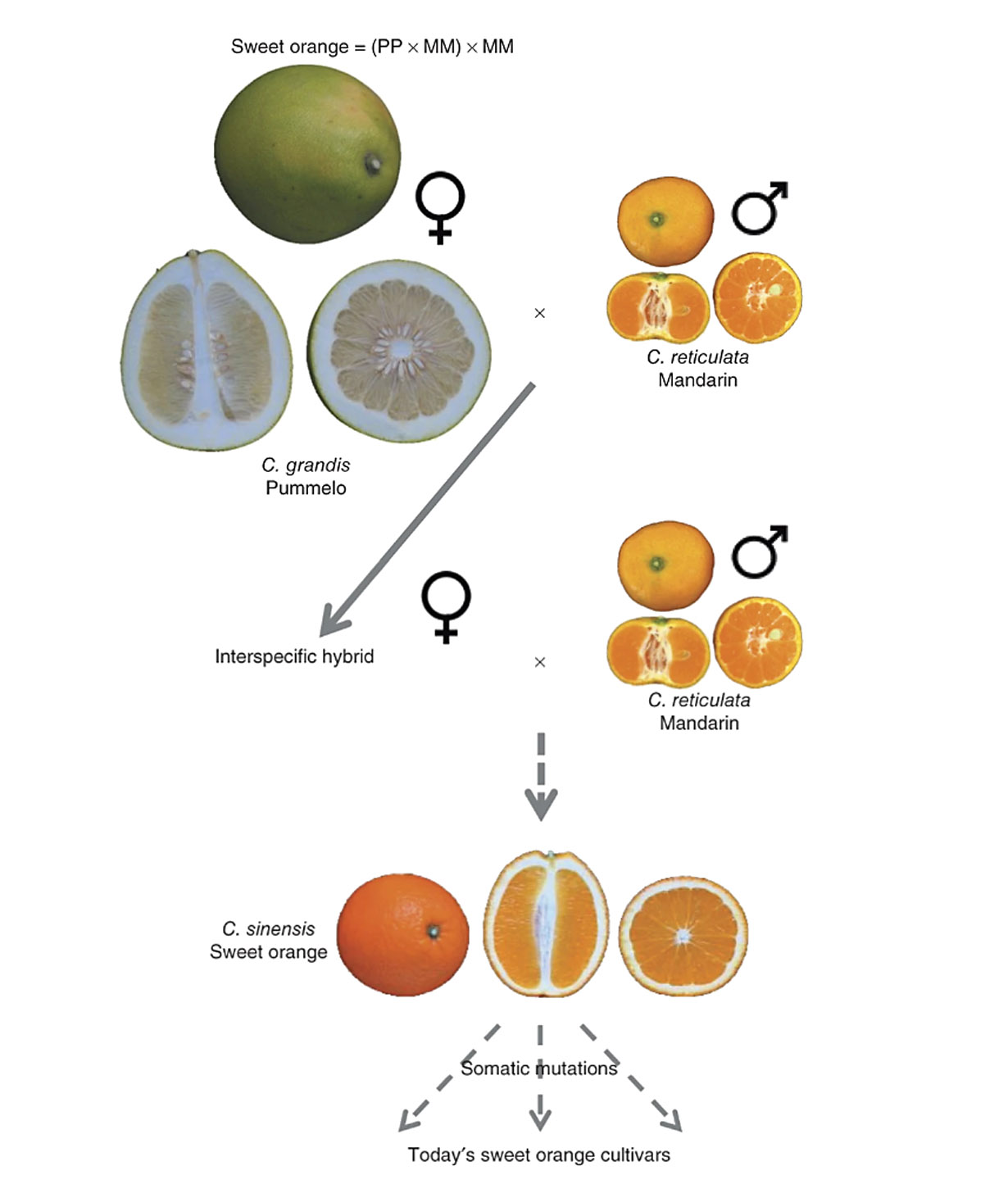
Origine de l'orange douce. Qiang Xu, et al. (2012) à partir su séquençage du génome de 'Valencia'

### Génomique
En 2008, M.P. Lyon montre que l'orange 'Valencia' a connu des réarrangements chromosomiques par rapport aux oranges douces à graines. D'après Qiang Xu et al. (2012) l'apparition de l'orange douce se serait produit il y a 2300 ans au moins, une source chinoise l'attesterait en 314 av. J.-C. (selon Lun Wang et al. - 2021 - la première mention de l'orange dans un poème chinois Shanglin Fu de Ssu-ma Hsiang-ju daterait approximativement d'entre 179 et 117 av. J.-C.).
La reproduction asexuée (apomixie par embryon nucellaire ou greffage) expliquerait que les oranges douces actuelles sont très proches de l'espèce d'origine: «la plupart des cultivars d'oranger doux sont génétiquement un seul biotype hautement hétérozygotes, la diversification se produisant principalement par des mutations somatiques» isolées par les horticulteurs.

### Les cultivars
Les clones tardifs ('Valencia Late') 'Olinda', 'Campbell', 'Barberina', 'Delta', 'Midknight',
'Orie Lee Late' (Floride) sont les plus cultivés. Les mutants 'Rhode Red' pigmenté et 'Ruby Valencia' ou 'Valência Puka' riche en lycopène entre 0,5 et 3 mg/l de jus pour cette dernière,
donnent des jus colorés.
Parmi les Valencia précoces 'EV1', 'EV2' et 'Valquarius' sont cultivées en Floride.
La collection de UC Riverside compte 26 cultivars d'orange Valencia.
- 'Olinda' est un cultivar largement planté utilisé en Californie. Il s'agit d'un semis de la ferme McEwen maturité à partir de février[25] (1939 ),
- 'Campbell nucellaire' autre cultivar productif populaire californien isolé dans le verger Early Campbell près de Santa Ana (1942)[26],

- 'Valencia late', est un groupe de cultivars tardif, elle avait été nommée 'Rivers Late' par AB Chapman (San Gabriel, CA) son premier introducteur en Californie[27].

À la suite de la visite d'un Espagnol qui affirma qu'il s'agissait de Naranja tarde de Valencia le nom fut changé pour 'Valencia Late'.
Au Brésil, premier producteur mondial, la biodiversité des Valencia cultivées est impressionnante, elles sont numérotées, y compris les Valencia Late,
les IAC sont en général tardives: 'IAC 161 Valência Late', 'IAC 476 Valência Taquari', 'IAC 489 Valência FM',
Valencia IAC générique (Instituto Agronômico) est une tardive.
Les Valencia sont le premier cultivar planté au Brésil, avec ensuite Washington Navel, Hamlin et Parson Brown.

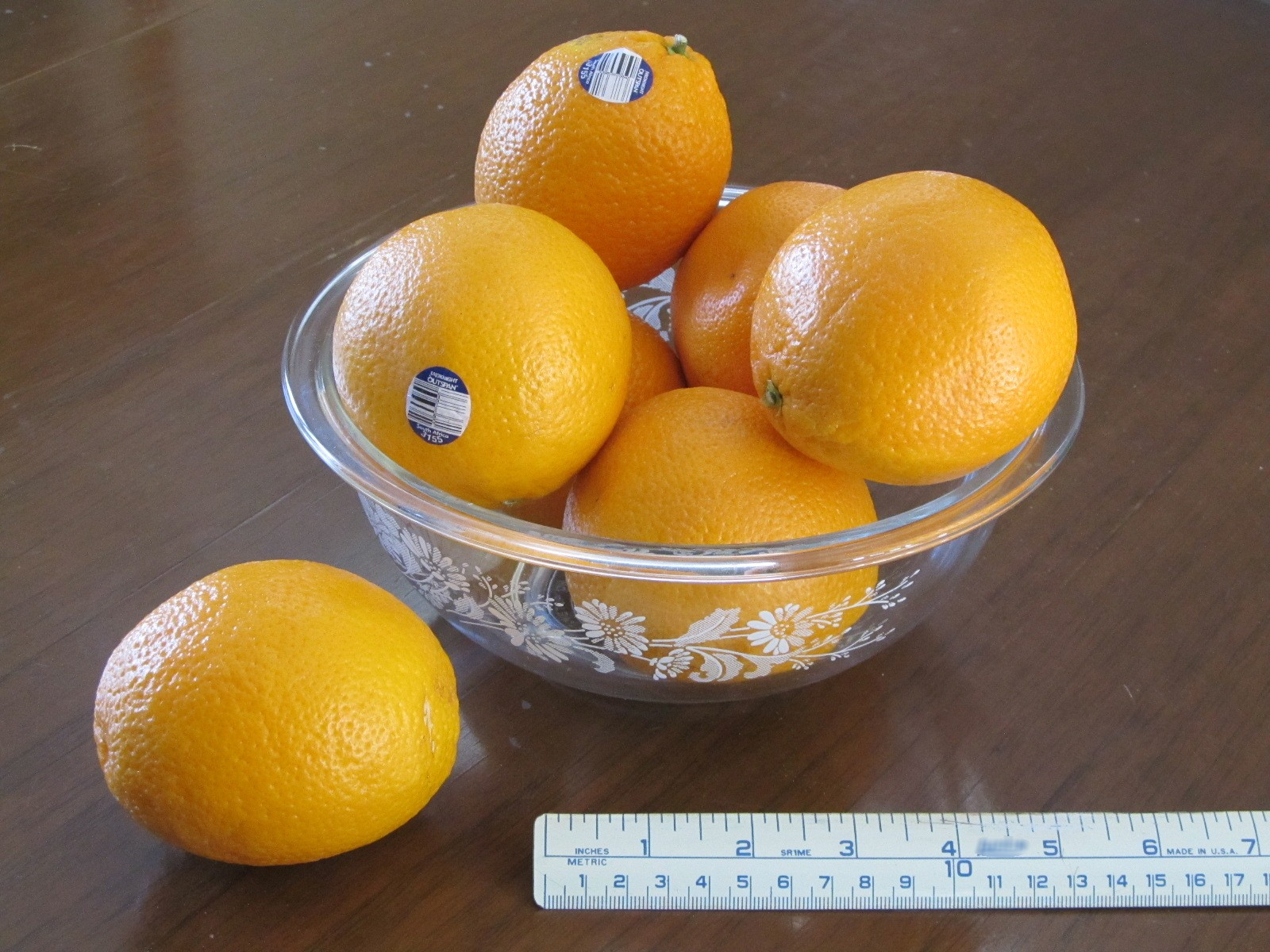
MidKnight Orange Valencia

En Afrique du Sud 'Midknight Valencia orange' est  une mutation rencontrée en 1927 dans un vieux verger à Addo, avec un gros fruit de 7 à 8,5 cm,
précoce et spécialement riche en vitamine C.
'Turkey Valencia' trouvée à Mersin en 1987 a été développée en Australie et en Afrique du Sud où elle est la plus précoce.
Les 'Valencia' sont nommées 'Maroc Late' au Maroc et 'Jaffa Late' en Israël.
En Grèce, Valencia Oval Porou contient des niveaux élevés de saccharose.

## Huile essentielle
| CAS Numéro:     | 97766-30-8 |
| ECHA EC Numéro: | 307-891-8  |

.
Les principaux composants de l'HE du zeste sont le limonène (70,3 à 71,5 %), le myrcène (5,2 à 7,1 %) et le γ-terpinène. L'α-sinensal - qu'on trouve chez les mandarines - y est présent comme chez diverses oranges douces.
L'acide benzoïque est présent et participe aux propriétés médicinales.
Cette HE est principalement extraite des déchets de pressage du jus et relativement abondante, elle est utilisée pour la production du nootkatone qui est un  sesquiterpenoide important chez les aromaticiens.

## Miscellanées
- Ne pas confondre ces oranges avec Cítricos Valencianos, IGP de la Communauté valencienne qui protège oranges, mandarines et citrons locaux.
- Agua de Valencia, est un cocktail à base de vin pétillant, de  vodka, gin et jus d'orange mais pas nécessairement d'orange Valencia.

## Anthologie

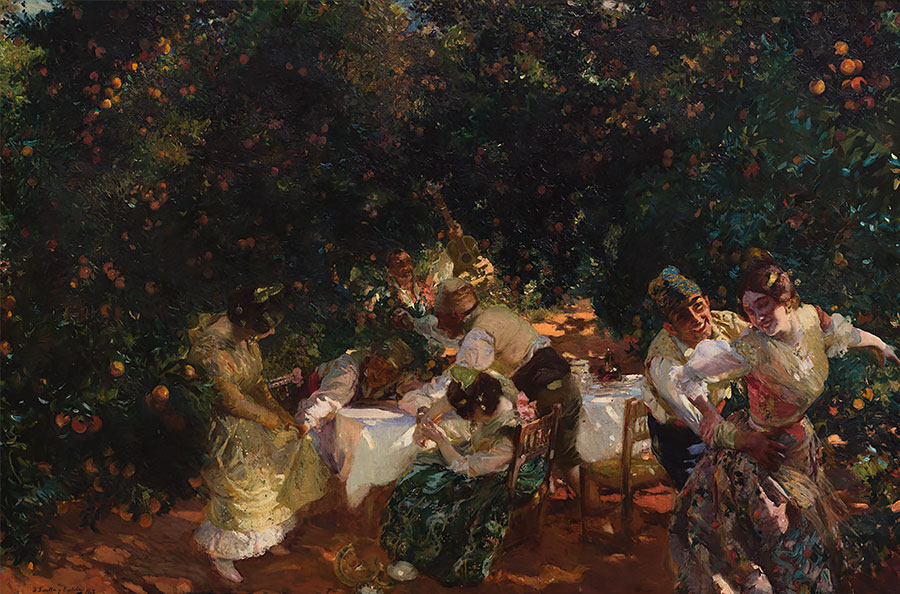
Joaquín Sorolla. Entre naranjos (1903)

- Pau. Le Patriote des Pyrénées, Coup de tabac. 11-12 mai 1924[41].

« Nous voguions à pleines voiles,
A bord du Valencia-Deux,
Au ciel pâlissait l’étoile :
La nuit s’enfuyait des cieux.
La brise était fraîche et folle,
Les matelots sur le pont,
Chantaient les refrains frivoles
Du doux pays d’Aragon.
Tout à coup gronda l'orage,.
En furie les Aquilons
Emportèrent au passage
Le bout du mât d’artumon.
La brise redevint tendre
Après ce coup de tabac
Le lendemain, à Port-Vendre
Tout joyeux on débarqua.
Les oranges de Valencia. »